# Estados alterados de consciência

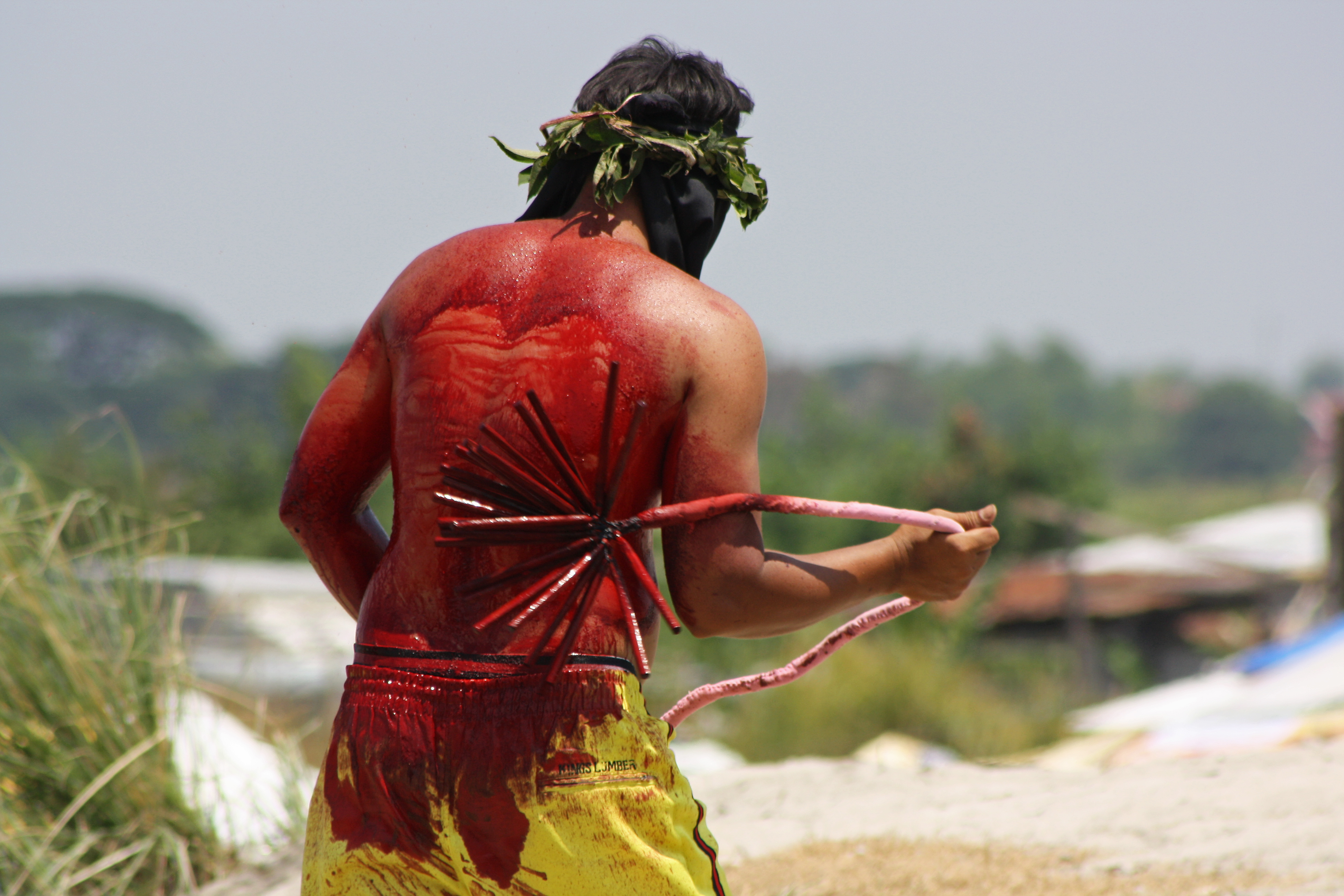
Autoflagelação na Sexta-feira Santa nas Filipinas. A autoflagelação pode induzir a estados alterados de consciência.

Estados alterados de consciência (EAC) ou estados não ordinários de consciência (ENOC) (em inglês, altered states of consciousness) são estados de consciência diferentes do estado normal de vigília. O termo foi cunhado por Arnold M. Ludwig em 1966 e popularizado por Charles Tart em 1969, para descrever mudanças quase sempre temporárias no estados de consciência dos indivíduos. Não deve ser confundido com níveis alterados de consciência (em inglês, altered level of consciouness).
Estados alterados de consciência é um conceito desenvolvido com base em estudos interdisciplinares, envolvendo pesquisas dentro da antropologia, psicologia, neurociências, arqueologia cognitiva, entre outras áreas. Exemplos de estados alterados de consciência são visões de padrões geométricos como espirais, vórtices, zigue-zagues, linhas onduladas, pontos luminosos, entre outras formas muito presentes na arte rupestre, na arte indígena e no trabalho de artistas visionários atuais, supondo que elas sejam características inatas do ser humano.
Exemplos estudados por cientistas como Michael Wilkelman e Graham Hancock indicam que certas experiências sobrenaturais são naturais para os seres humanos como o contato com seres divinos em diversas religiões. Elas fazem parte do funcionamento normal do cérebro humano, apenas variando conforme as tendências pessoais e culturais dos indivíduos. David Lewis-Williams, em seus livros The Mind in the Cave e Inside The Neolithic Mind (Inside The Neolithic Mind foi escrito em parceria com David Pearce), relata uma série de pesquisas laboratoriais com o uso de psicoativos e de práticas meditativas, religiosas e xamânicas, sendo que os resultados despertaram os cientistas para o conceito de estados alterados de consciência. Nas palavras dos autores:
| “ | [...] implica que existe uma "consciência ordinária" que é considerada genuína e boa, daí existindo uma "consciência pervertida" ou "alterada". Mas nós vimos, em todas as partes do espectro, que todas as consciências são igualmente "genuínas". A expressão "estados alterados de consciência" é suficientemente útil, mas nós necessitamos lembrar que carrega muito da nossa bagagem cultural. | ” |

## Conceito
O termo estados alterados de consciência foi definido por Ludwig em 1966. Estado alterado de consciência é um estado mental induzido por agentes farmacológicos, fisiológicos ou psicológicos que deriva de um estado normal de consciência. Certos comportamentos anormais e apáticos observáveis apresentam características de estados alterados de consciência. Estados alterados de consciência também podem estar associados à criatividade artística ou a diferentes níveis de concentração. Eles ainda podem ser compartilhados entre os indivíduos e estudados em pesquisas sociológicas.

## Causas
Estados alterados de consciência podem ser causados tanto por fatores acidentais ou patológicos quanto por fatores intencionais (recreação, meditação ou escuta de ondas cerebrais como ondas bineurais). Podem ser causados por drogas psicoativas ou por intoxicação, de maneira acidental, patológica ou intencional. Em algumas ocasiões, dois ou mais fatores podem levar a estados alterados de consciência como transtornos psiquiátricos e uso de substâncias psicoativas. Emoções provocadas por vários estímulos também podem levar a comportamentos que alteram o estado de consciência.
Estados alterados de consciência podem ser constatados por meio de observações ou de imagens do cérebro como tomografias computadorizadas, ressonâncias magnéticas ou eletroencefalogramas que identificam as atividades das ondas cerebrais. Imagens podem favorecer o diagnóstico, em situações em que o histórico do paciente não está acessível ou em que os exames físicos não são confiáveis. (Dandan, 2004) [carece de fontes?]

### Causas acidentais e patológicas
Causas acidentais e patológicas referem-se a eventos despropositais e a doenças. De acordo com o professor de clínica pediátrica Dr. Jeffrey R. Avner, a alteração dos estados de consciência é desencadeada pela  diminuição da autoconsciência seguida pela diminuição da consciência ambiental. Causas acidentais e patológicas incluem experiências traumáticas, epilepsia, falta de oxigênio, infecções, privação de sono, jejum e psicoses.[carece de fontes?]

### Causas intencionais
Causas intencionais referem-se a eventos propositais como privação sensorial, tanque de isolamento, sonhos lúcidos, hipnose, meditação e uso de drogas psicoativas. Drogas psicoativas incluem cannabis, ecstasy, opiáceos, cocaína, LSD e álcool.[carece de fontes?]

#### Drogas psicoativas
O uso de drogas psicoativas está entre os vários fatores que alteram o estado de consciência do indivíduo. Drogas psicoativas podem ser definidas como substâncias químicas que circulam no sangue e comprometem a atividade cerebral, provocando mudanças de atitude, de comportamento e de consciência (Revonsuo, A., Kallio, S., & Sikka, P. 2009).[carece de fontes?]
- Cannabis afeta a atividade mental, a memória e a percepção de dor. O indivíduo que está sob os efeitos da cannabis pode experimentar diferentes níveis de paranoia, sensibilidade aguçada e reações lentas.[carece de fontes?]
- Ecstasy altera o estado de consciência, provocando o aumento dos sentimentos positivos e a redução dos sentimentos negativos (Aldridge, D., & Fachner, J. ö. 2005).  Os usuários de ecstasy têm as suas emoções intensificadas, geralmente acompanhadas de sensações de intimidade ou de conexão com as outras pessoas.[carece de fontes?]
- Opiáceos geralmente produzem analgesia e sentimentos de euforia. O abuso do uso de heroína, morfina, hidrocodona, oxycoidona, entre outros opiáceos pode resultar na queda da produção de endorfina no cérebro, analgésicos naturais cujos efeitos podem ser intensificados pelo uso de drogas. A ingestão de largas doses de opiáceos para compensar a falta de endorfinas naturais pode resultar em morte (Berridge, V. 2001).[carece de fontes?]
- Cocaína afeta os neurotransmissores usados na comunicação entre os nervos. Cocaína inibe a recaptação de noradrenalina, serotonina, dopamina, entre outros neurotransmissores durante a sinapse, o que resulta na alteração do estado de consciência (Aldridge, D., & Fachner, J. ö. 2005).[carece de fontes?]
- LSD ativa os receptores de serotonina no cérebro. Os efeitos do LSD são mais intensos no córtex cerebral, área responsável pela atitude, pelo pensamento e pela reflexão que recebe sinais de todas as partes do corpo. Os principais efeitos do LSD são emocionais e psicológicos. Os sentimentos dos usuários podem mudar rapidamente do medo ao êxtase (Humphrey, N. 2001).[carece de fontes?]
- Álcool altera o estado de consciência mudando os níveis de neurotransmissores. O álcool intensifica o efeito do neurotransmissor GABA no cérebro. GABA provoca reações lentas e comunicação verbal inaudível em usuários de álcool (Berridge, V 2001). O álcool também diminui os efeitos do neurotransmissor glutamato, o que resulta na desaceleração das atividades fisiológicas. O álcool ainda eleva a quantidade de dopamina no cérebro, uma das causas do alcoolismo.[carece de fontes?]

## Autores relacionados
- Albert Hofmann
- Benny Shanon
- Charles Tart
- Christian Rätsch
- Graham Hancock
- José Eliezer Mikosz
- Luis Eduardo Luna
- Michael Winkelman
- Peter Furst
- Ralph Metzner
- Richard Evans Schultes
- Stanislav Grof
- Terence McKenna
- Timothy Leary

## Leituras recomendadas
- Connor, C., Birchwood, M., Palmer, C., Channa, S., Freemantle, N., Lester, H., & ... Singh, S. (2013). Don't turn your back on the symptoms of psychosis: a proof-of-principle, quasi-experimental public health trial to reduce the duration of untreated psychosis in Birmingham, UK. BMC Psychiatry, 13(1), 1-6. doi:10.1186/1471-244X-13-67
- Edwards, D., Harris, J. A., & Biersner, R. (1976). Encoding and decoding of connected discourse during altered states of consciousness. Journal of Psychology, 92(1), 97.
- Revonsuo, A., Kallio, S., & Sikka, P. (2009). What is an altered state of consciousness?. Philosophical Psychology, 22(2), 187-204. doi:10.1080/09515080902802850
- Englot, D., Rutkowski, M., Ivan, M., Sun, P., Kuperman, R., Chang, E., & ... Auguste, K. (2013). Effects of temporal lobectomy on consciousness-impairing and consciousness-sparing seizures in children. Child's Nervous System, 29(10), 1915-1922. doi:10.1007/s00381-013-2168-7
- Spikman J. M.; Milders M. V.; Visser-Keizer A. C.; Westerhof-Evers H. J.; Herben-Dekker M.; van der Naalt J. (2013). «Deficits in Facial Emotion Recognition Indicate Behavioral Changes and Impaired Self-Awareness after Moderate to Severe Traumatic Brain Injury». PLoS ONE. 8 (6): 1–7. doi:10.1371/journal.pone.0065581
- Meningitis - Topic Overview (December 8, 2010) from: http://children.webmd.com/vaccines/tc/meningitis-topic-overview
- "Harvard Heart Letter examines the costs of not getting enough sleep – Harvard Health Publications". Health.harvard.edu. 31 May 2012. Retrieved 2012-08-13.
- Avner JR:  Altered states of consciousness. Pediatrics in Review.  27(9):331-8, 2006.
- Taheri S, Lin L, Austin D, Young T, Mignot E (2004). «Short Sleep Duration Is Associated with Reduced Leptin, Elevated Ghrelin, and Increased Body Mass Index». PLoS Med. 1 (3): e62. PMC 535701. PMID 15602591. doi:10.1371/journal.pmed.0010062
- Nogal Powel; Lewiński Andrzej (2008). «Anorexia Nervosa». Endokrynologia Polska/Polish Journal of Endocrinology. 59 (2): 148–155
- Bosinelli Marino (1995). «Mind and consciousness during sleep». Research report on Behavioural Brain Research. 69: 195–201. doi:10.1016/0166-4328(95)00003-c
- Bosinelli Marino, PierCarlaCicogna (2001). «Consciousness during Dreams». Journal of Consciousness and Cognition. 10: 26–41
- Louis Breger. (1967) Function of Dreams. Journal of Abnormal Psychology Monograph, Vol 72, No. 5, Part 2 or 2 Parts, 1–28
- Calkins Mary (1893). «Statistics of Dreams». The American Journal of Psychology. 5 (3): 311–343. doi:10.2307/1410996
- Dennett Daniel C (1976). «Are Dreams Experiences». The Philosophical Review. 85 (2): 151–171. doi:10.2307/2183728
- ValdasNorekia , Windt Jennifer M (2011). «How to integrate dreaming into a general theory of consciousness- A critical review of existing positions and suggestions for future research». Journal of Consciousness and Cognition. 20: 1091–1107
- Aldridge, D., & Fachner, J. ö. (2005). Chapter 7: Music and drug-induced altered states of consciousness. (pp. 82–96)
- Berridge V (2001). «Altered states: Opium and tobacco compared». Social Research. 68 (3): 655–675
- Humphrey N (2001). «Introduction: Altered states». Social Research. 68 (3): 585–587
- Revonsuo A.; Kallio S.; Sikka P. (2009). «What is an altered state of consciousness?». Philosophical Psychology. 22 (2): 187–204. doi:10.1080/09515080902802850
- Bourguignon, Erika (1973). Religion, Altered States of Consciousness, and Social Change. Ohio State Univ. Press, Columbus. ISBN 0-8142-0167-9 Full text
- Hoffman, Kay (1998). The Trance Workbook: Understanding and Using the Power of Altered States. Translated by Elfie Homann, Clive Williams, and Dr. Christliebe El Mogharbel. Translation edited by Laurel Ornitz. ISBN 0-8069-1765-2
- James, William (1902). The Varieties of Religious Experience ISBN 0-14-039034-0
- Locke, R. G.; Kelly, E. F. (1985). «A Preliminary Model for the Cross-Cultural Analysis of Altered States of Consciousness». Ethos. 13: 3–55. doi:10.1525/eth.1985.13.1.02a00010
- Roberts, T.B. (Ed.) (2001). Psychoactive Sacramentals: Essays on Entheogens and Religion. San Francisco: Council on Spiritual Practices. ISBN 1-889725-02-1
- Roberts, T.B. and P.J. Hruby. (1995–2002). Religion and Psychoactive Sacraments: An Entheogen Chrestomathy .  Online archive ISBN 1-889725-00-5
- Roberts, T.B. "Chemical Input—Religious Output: Entheogens." Chapter 10 of Where God and Science Meet: Vol. 3: The Psychology of Religious Experience. Edited by Robert McNamara. Westport, CT: Praeger/Greenwood, 2006.  ISBN 0-275-98788-4
- Shear, Jonathan. (2011). "Eastern Approaches to Altered States of Consciousness". Altering consciousness. volume 1: multidisciplinary perspectives.
- Weinel, Jonathan (August 2010). "Bass Drum, Saxophone & Laptop: Real-time psychedelic performance software." eContact! 12.4 — Perspectives on the Electroacoustic Work / Perspectives sur l’œuvre électroacoustique. Montréal: Canadian Electroacoustic Community.
- Weinel, Jonathan (2012).  "Altered States of Consciousness as an Adaptive Principle for Composing Electroacoustic Music".  Unpublished PhD Thesis.
- Wier, Dennis R. (1995) Trance: From Magic to Technology. Transmedia. ISBN 1-888428-38-4